# Liste des ordres, décorations et médailles de l'Italie
Les ordres, décorations et médailles de l'Italie comprennent un système par lequel les citoyens et militaires italiens sont récompensés pour leur courage, leur réussite ou leur service envers le pays. Il comprend les ordres honorifiques, les décorations militaires et civiles et les médailles.

## Ordres
| Ordre                                               | Nom original                                        | Caractéristique    | Fondation                                        | Période                                                         | Abolition                                                                | Observations                                             |
| --------------------------------------------------- | --------------------------------------------------- | ------------------ | ------------------------------------------------ | --------------------------------------------------------------- | ------------------------------------------------------------------------ | -------------------------------------------------------- |
| Ordre suprême de la Très Sainte Annonciade (Savoie) | (it) Ordine supremo della Santissima Annunziata     | Civil              | 1362 par le comte Amédée VI                      | Comté de Savoie                                                 |                                                                          |                                                          |
| Ordre des Saints-Maurice-et-Lazare                  | (it) Ordine dei Santi Maurizio e Lazzaro            | Civil              | 1572                                             | Comté de Savoie                                                 |                                                                          |                                                          |
| Ordre de la Couronne de fer                         | (it) Ordine della Corona Ferrea                     | Civil et militaire | 1805, par Napoléon Ier, en tant que roi d'Italie | Royaume d'Italie Royaume de Lombardie-Vénétie Empire d'Autriche | 1918                                                                     | Relevé en 1816 et maintenu par les empereurs d'Autriche) |
| Ordre civil de Savoie                               | (it) Ordine Civile di Savoia                        | Civil              | 1831 par le roi Charles-Albert                   | Royaume de Sardaigne                                            | 1946 avec la création de la République italienne                         |                                                          |
| Ordre de la Couronne d'Italie                       | (it) Ordine della Corona d'Italia                   | Civil              | 1868 par le roi Victor-Emmanuel II               | Royaume d'Italie                                                | 1988, remplacé par l'Ordre du Mérite de Savoie                           |                                                          |
| Ordre colonial de l'Étoile d'Italie                 | (it) Ordine coloniale della Stella d'Italia         | Civil              | 1914 par le roi Victor-Emmanuel III              | Royaume d'Italie                                                | 1943 lors de l'invasion Alliée des colonies italiennes d'Afrique du Nord |                                                          |
| Ordre du Mérite pour le travail                     | (it) Ordine al Merito del Lavoro                    | Civil              | 1901                                             | Royaume d'Italie                                                |                                                                          |                                                          |
| Ordre de l'Aigle romain                             | (it) Ordine civile e militare dell'Aquila Romana    | Civil et militaire | 1942                                             | Royaume d'Italie                                                | 1944 avec la dissolution de la République sociale italienne              | Ordre fasciste                                           |
| Ordre militaire d'Italie                            | (it) Ordine Militare d'Italia                       | Militaire          | 1956                                             | Italie                                                          |                                                                          | Remplace l'ordre militaire de Savoie                     |
| Ordre de l'Étoile de la solidarité italienne        | (it) Ordine della Stella della Solidarietà Italiana | Civil et militaire | 1947                                             | Italie                                                          |                                                                          |                                                          |
| Ordre du Mérite de la République italienne          | (it) Ordine al Merito della Repubblica Italiana     | Civil et militaire | 1951 par le président Luigi Einaudi              | Italie                                                          |                                                                          |                                                          |
| Ordre de Vittorio Veneto                            | (it) Ordine di Vittorio Veneto                      | Militaire          | 1968                                             | Italie                                                          |                                                                          |                                                          |

- Ordre militaire de la Nef ou Ordre des Argonautes de Saint-Nicolas, fondé en 1380 dans le royaume de Naples
- Ordre de l'Hermine (Ordre militaire), fondé vers 1464 par Ferdinand II d'Aragon, roi de Naples
- Ordre de la Rédemption ou Ordre militaire du Sang de Jésus Christ ou Ordre militaire du Précieux Sang de Jésus Christ, fondé en 1608 par Vincent de Gonzague IVe duc de Mantoue et IIe duc de Montferrat, approuvé en 1610 par Paul V
- Ordre de la Vierge, fondé en 1618 par les trois frères : Pierre, Jean-Baptiste et Bernard Pétrigna, gentilshommes de Spelle, les statuts furent approuvés par Paul V
- Ordre de la Couronne d'Italie, 20 février 1868, le roi Victor-Emmanuel II

(A classer !)
- Ordre du Mérite colonial
- Ordre de l'Aigle romain

### Modène
- Ordre de l'Aigle d'Este (it), fondé en 1855 par le Duc François V

### Parme
- Ordre du mérite sous le titre de Saint-Louis (it), fondé en 1836 par Charles de Lucques

### Sardaigne
Ordres Dynastiques de la Maison Royale de Savoie :
- Ordre suprême de la Très Sainte Annonciade, fondé en 1363 par le duc Amédée VI
- Ordre des Saints-Maurice-et-Lazare, fondé en 1434 par le duc Amédée VIII
- Ordre militaire de Savoie, fondé en 1815 par le roi Emmanuel Ier
- Ordre civil de Savoie, fondé en 1831 par le roi Charles-Albert
- Ordre de la Couronne d'Italie, fondé en 1868 par le roi Emmanuel II
- Ordre du Mérite de Savoie fondé en 1988 par le prince Victor Emmanuel IV

### Sicile
- Ordre du Saint-Esprit au Droit Désir ou Ordre du Nœud, fondé en 1352 par Louis de Tarente roi de Jérusalem et de Sicile, comte de Provence

### Deux-Siciles
- Ordre sacré et militaire constantinien de Saint-Georges, qui aurait été fondé en 317 par l'empereur Constantin
- Ordre de Saint-Janvier, fondé en 1738 par le roi d'Espagne Charles III
- Ordre de Saint-Ferdinand et du mérite, fondé en 1800 par le roi Ferdinand IV
- Ordre royal des Deux-Siciles, fondé en 1808 par le roi Joseph Bonaparte
- Ordre royal et militaire de Saint-Georges de la Réunion (it), fondé en 1819 par le roi Ferdinand Ier des Deux-Siciles, en remplacement du précédent
- Ordre royal de François Ier, fondé en 1829 par François Ier roi des Deux-Siciles

### Toscane
- Ordre de Saint-Étienne, fondé en 1561 par le duc de Cosme
- Ordre du mérite de Saint-Joseph, fondé en 1807 par le Grand-duc Ferdinand III
- Ordre du mérite militaire, fondé en 1853 par le grand-duc Léopold II

### Venise
- Ordre des Chevaliers de Saint-Marc

## Décorations
Par ordre de préséance.
 Médaille d'or de la valeur militaire (10 mai 1943 – aujourd'hui)
 Médaille d'or de la valeur militaire (26 mars 1833 – 10 mai 1943)
 Médaille d'argent de la valeur militaire (26 mars 1833 – aujourd'hui)
 Médaille de bronze de la valeur militaire (10 mai 1943 – aujourd'hui)
 Médaille de bronze de la valeur militaire (8 décembre 1887 – 10 mai 1943)
 Croix de guerre de la valeur militaire (Croce di guerra al valor militare) (10 mai 1943 – aujourd'hui)
 Croix de guerre de la valeur militaire (7 janvier 1922 - 17 octobre 1941)
 Croix de guerre de la valeur militaire (17 octobre 1941 - 10 mai 1943)
 Médaille d'or de la valeur de l'Armée (Medaglia d'oro al valore dell'esercito)
 Médaille d'argent de la valeur de l'Armée (Medaglia d'argento al valore dell'esercito)
 Médaille de bronze de la valeur de l'Armée (Medaglia di bronzo al valore dell'esercito)
 Médaille d'or de la valeur de la Marine (Medaglia d'oro al valore di marina)
 Médaille d'argent de la valeur de la Marine (Medaglia d'argento al valore di marina)
 Médaille de bronze de la valeur de la Marine (Medaglia di bronzo al valore di marina)
 Médaille d'or de la valeur de l'Armée de l'Air (Medaglia d'oro al valore aeronautico)
 Médaille d'argent de la valeur de l'Armée de l'Air (Medaglia d'argento al valore aeronautico)
 Médaille de bronze de la valeur de l'Armée de l'Air (Medaglia di bronzo al valore aeronautico)
 Médaille d'or de la valeur de la police (Medaglia d'oro al valore dei carabinieri)
 Médaille d'argent de la valeur de la police (Medaglia d'argento al valore dei carabinieri)
 Médaille de bronze de la valeur de la police (Medaglia di bronzo al valore dei carabinieri)
 Médaille d'or de la valeur des douanes (Medaglia d'oro al valore della Guardia di Finanza)
 Médaille d'argent de la valeur des douanes (Medaglia d'argento al valore della Guardia di Finanza)
 Médaille de bronze de la valeur des douanes (Medaglia di bronzo al valore della Guardia di Finanza)
 Croix d'or du Mérite de l'Armée (Croce d'oro al merito dell'esercito)
 Croix d'argent du Mérite de l'Armée (Croce d'argento al merito dell'esercito)
 Croix de bronze du Mérite de l'Armée (Croce di bronzo al merito dell'esercito)
 Croix d'or du Mérite de la Marine (Croce d'oro al merito della marina)
 Croix d'argent du Mérite de la Marine (Croce d'argento al merito della marina)
 Croix de bronze du Mérite de la Marine (Croce di bronzo al merito della marina)
 Croix d'or du Mérite de l'Armée de l'air (Croce d'oro al merito dell'aeronautica)
 Croix d'argent du Mérite de l'Armée de l'air (Croce d'argento al merito dell'aeronautica)
 Croix de bronze du Mérite de l'Armée de l'air (Croce di bronzo al merito dell'aeronautica)
 Croix d'or du Mérite de la police (Croce d'oro al merito dei carabinieri)
 Croix d'argent du Mérite de la police (Croce d'argento al merito dei carabinieri)
 Croix de bronze du Mérite de la police (Croce di bronzo al merito dei carabinieri)
 Croix d'or du Mérite des douanes (Croce d'oro al merito della Guardia di Finanza)
 Croix d'argent du Mérite des douanes (Croce d'argento al merito della Guardia di Finanza)
 Croix de bronze du Mérite des douanes (Croce di bronzo al merito della Guardia di Finanza)
 Croix du mérite de guerre, troisième octroi (Croce al merito di guerra, terza concessione (regno))
 Croix du Mérite de guerre, second octroi (Croce al merito di guerra, seconda concessione)
 Croix du Mérite de guerre (Croce al merito di guerra)